# Giornata mondiale della gioventù 2016
La XXXI Giornata mondiale della gioventù si è tenuta dal 26 al 31 luglio 2016 a Cracovia, in Polonia presieduta dal Santo Padre Francesco.
Il tema principale dell'incontro era “Beati i misericordiosi, perché otterranno misericordia” (Mt 5,7).
Questa è stata la seconda GMG in Polonia dopo quella del 1991 tenutasi a Częstochowa.

## Annuncio

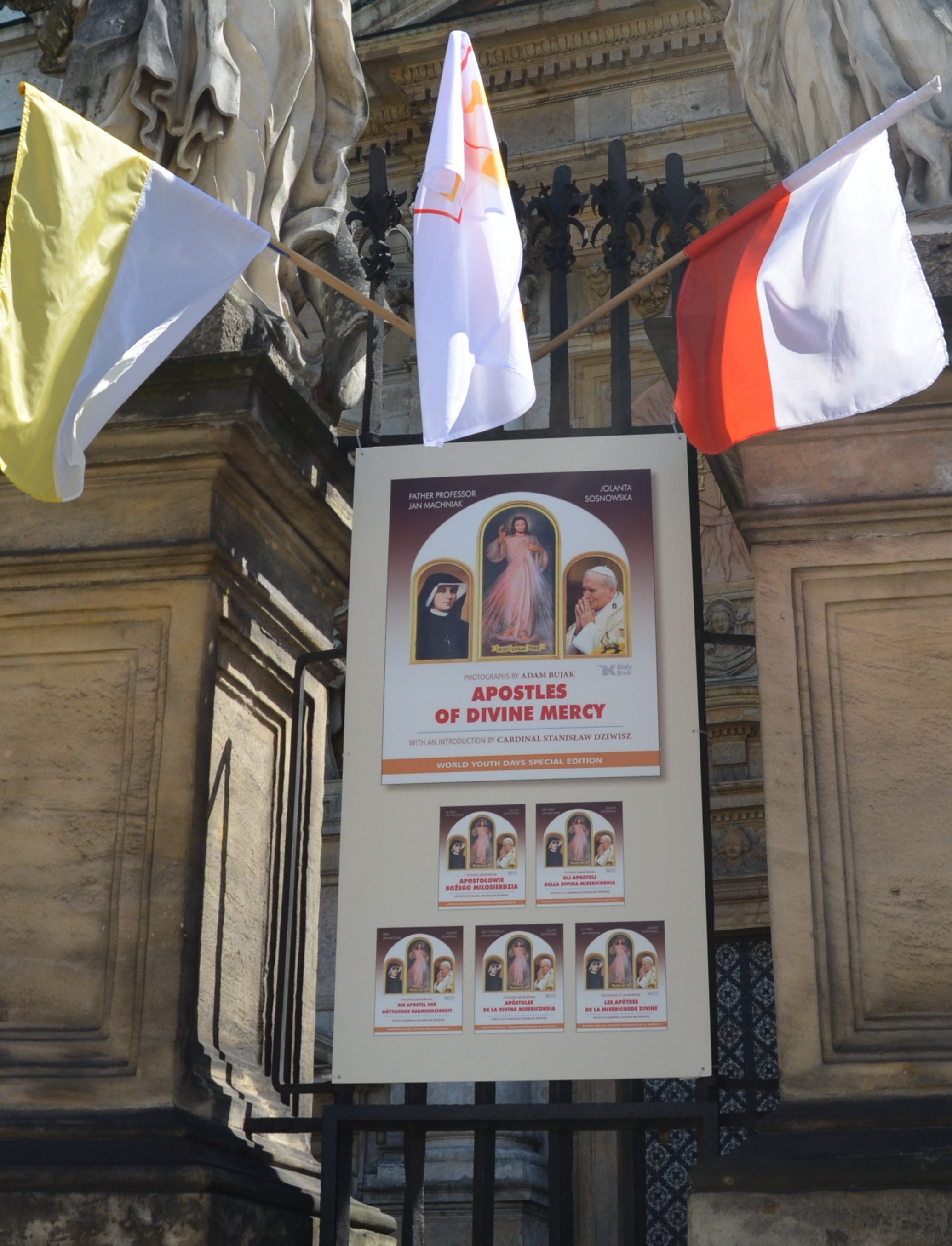
Le tre figure della Giornata mondiale della gioventù 2016: l'immagine di Gesù Misericordioso, santa Faustina e san Giovanni Paolo II

Il luogo della XXXI Giornata mondiale della gioventù è stato annunciato da papa Francesco alla fine della celebrazione eucaristica della GMG di Rio de Janeiro con le seguenti parole:

## Organizzazione
Il 1º novembre 2013 l'arcivescovo di Cracovia, cardinale Stanisław Dziwisz ha comunicato le date ufficiali dello svolgimento della Giornata mondiale della gioventù che si terrà dal 26 luglio al 31 luglio 2016.
Il 7 novembre 2013, con bollettino della sala stampa della Santa Sede sono stati annunciati i temi scelti dal Papa per le prossime GMG; si tratta di tre Beatitudini: quello scelto per la GMG di Cracovia è Beati i misericordiosi, perché troveranno misericordia (Mt 5,7).
Per quella del 2014 è stato scelto Beati i poveri in spirito, perché di essi è il regno dei cieli (Mt 5,3) e per il 2015 Beati i puri di cuore, perché vedranno Dio (Mt 5,8).
Il logo ufficiale della GMG di Cracovia 2016 è stato presentato il 3 luglio 2014; nella stessa occasione il cardinale Stanisław Dziwisz, arcivescovo di Cracovia ha annunciato la preghiera ufficiale della Giornata e ha fornito ulteriori notizie sull'inno ufficiale.

## Logo
Il logo, presentato il 3 luglio 2014, è composto di tre colori: il blu, il rosso e il giallo, e si riferiscono al tema scelto per l'incontro: “Beati i misericordiosi, perché troveranno misericordia”. Il segno grafico della GMG Cracovia 2016 è rappresentato dalla forma della Polonia, con una croce inscritta in essa che rappresenta Gesù Cristo, centro dell'incontro. I raggi della Divina Misericordia scaturiscono dalla croce, con gli stessi colori e forme del dipinto “Gesù confido in Te”, realizzato su richiesta dello stesso Gesù Cristo a santa Faustina Kowalska. Cracovia è segnata nella forma della Polonia con un cerchio, che rappresenta anche i giovani e che è stato usato molte volte con lo stesso significato nei precedenti loghi delle Giornate Mondiali della Gioventù.

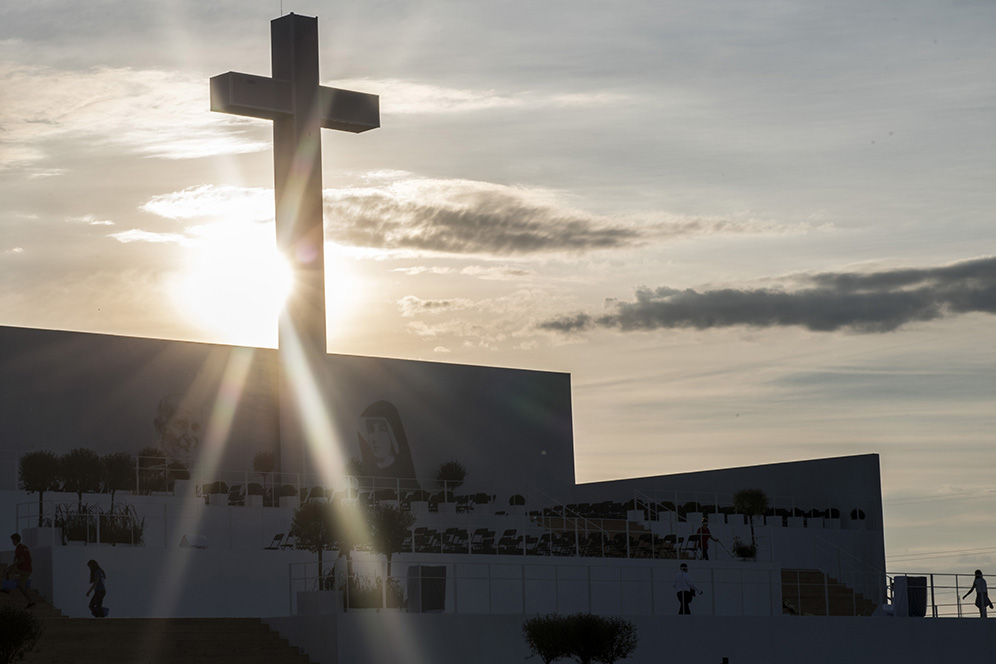
Campus Misericordiae

## Patroni e intercessori
I principali patroni ed intercessori della GMG del 2016 sono:
| Immagine | Nome                          |
| -------- | ----------------------------- |
|          | Gesù Misericordioso           |
|          | Vergine nera di Częstochowa   |
|          | Santa Maria Faustina Kowalska |
|          | San Giovanni Paolo II         |
|          | Beato Pier Giorgio Frassati   |

## Svolgimento

### 26 luglio
Celebrazione eucaristica di apertura presieduta dal cardinale arcivescovo di Cracovia Stanisław Dziwisz nel Parco di Błonia alla presenza di circa 400.000 persone.

### 27 luglio
Arrivo di papa Francesco in Polonia. Incontro con le autorità e i vescovi al Wawel.

### 28 luglio
Nel pomeriggio Festa di Accoglienza nel Parco di Błonia a Cracovia.

### 29 luglio
In serata il Papa presenzia alla Via Crucis con i giovani nel Parco di Błonia, alla presenza di circa 700.000 persone.

### 30 luglio
Visita del Papa al Santuario della Divina Misericordia e confessione di alcuni giovani.
In mattinata il Papa celebra la Messa nel Santuario di San Giovanni Paolo II con i Vescovi, Sacerdoti, Seminaristi e religiosi della Polonia.
In serata Veglia di Preghiera nel Campus Misericordiae con Adorazione Eucaristica.

### 31 luglio

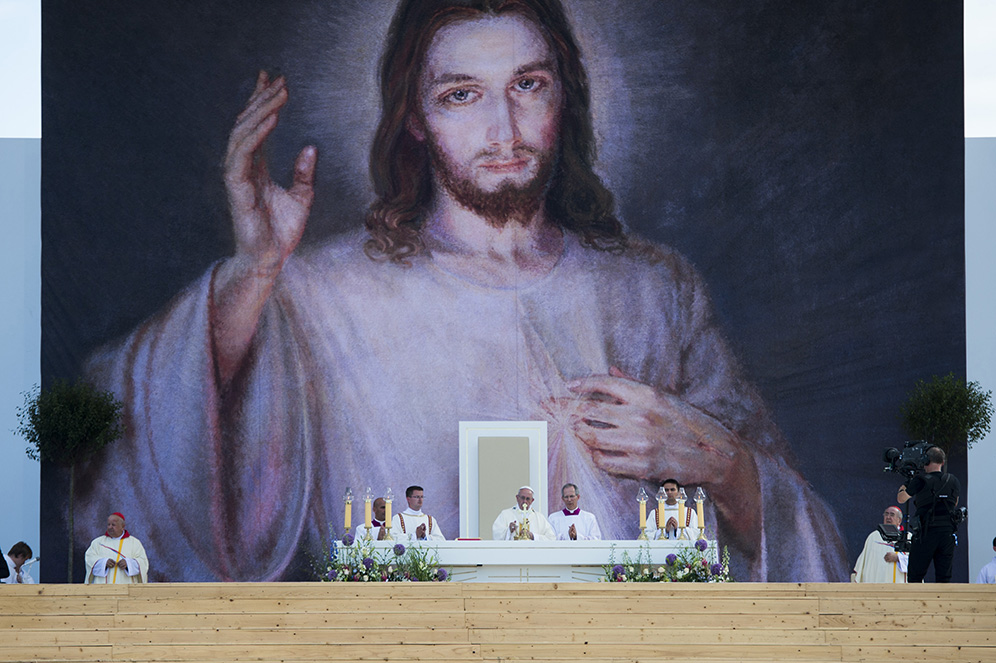
Celebrazione eucaristica conclusiva della XXXI Giornata mondiale della gioventù

In mattinata il Papa celebra la Messa nel Campus Misericordiae per la Giornata Mondiale della Gioventù, al termine della quale annuncia che la successiva GMG si terrà a Panama nel 2019.
Nel pomeriggio, prima di far ritorno a Roma, il Papa incontra i volontari e benefattori di tale evento.